# Sher Shah Suri
Sher Shah Suri (1486 - 1545) (còn có tên là Farid Khan hoặc Sher Khan, tạm dịch là Vua Hổ), là một ông vua hùng mạnh của Ấn Độ trung đại (1540 - 1545). Cái tên Sher được đặt cho ông khi ông còn trẻ vì chiến công đã giết được một con hổ. Ông nguyên quán ở Sasaram, Bihar, Ấn Độ. Vua Sher Shah, vốn là một người Pashtun (Afghanistan), là vị vua đã sáng lập nhà Sur năm 1540 ở miền Bắc Ấn Độ sau khi đánh bại vua nhà Mogul Humayun ở Agra. Là một vị Quân vương kiệt xuất trong lịch sử Ấn Độ, ông có những bản lĩnh của Hoàng đế Babur nhà Mogul và Quốc vương Friedrich II Đại Đế của nước Phổ. Sau khi vua Sher Shah qua đời năm 1545, nhà Sur nhanh chóng sụp đổ. Tên của ông sau này được dùng để đặt tên cho một con hổ trong tiểu thuyết sách của rừng xanh - hổ Shere Khan